# (1431) Luanda
(1431) Luanda – planetoida z pasa głównego asteroid okrążająca Słońce w ciągu 4 lat i 88 dni w średniej odległości 2,62 au. Została odkryta 29 lipca 1937 roku w Union Observatory w Johannesburgu przez Cyrila Jacksona. Nazwa planetoidy pochodzi od Luandy, stolicy Angoli. Przed jej nadaniem planetoida nosiła oznaczenie tymczasowe (1431) 1937 OB.